# Tweede klasse 2008-09 (voetbal België)
Het seizoen 2008/09 van de Belgische Tweede Klasse ging van start in de zomer van 2008 en eindigt in de lente van 2009. Als gevolg van de zaak-Geel/Namen (seizoen 2007/2008) speelden er dit seizoen uitzonderlijk ook nog 19 clubs in deze reeks.

## Gedegradeerde teams
Deze teams waren gedegradeerd uit de Eerste Klasse voor de start van het seizoen:
- FC Brussels (laatste)
- K. Sint-Truidense VV (voorlaatste)

## Gepromoveerde teams
Deze teams promoveerden uit de Derde Klasse:
- KSK Ronse (kampioen in Derde Klasse A)
- RFC Liège (kampioen in Derde Klasse B)

## Promoverende teams
Deze teams promoveerden naar Eerste Klasse op het eind van het seizoen:
- K. Sint-Truidense VV (kampioen)

Er promoveerde geen andere tweedeklasser. De eindronde werd gewonnen door eersteklasser KSV Roeselare, die zich kon handhaven in Eerste Klasse.

## Degraderende teams
Deze teams degradeerden naar Derde Klasse op het eind van het seizoen:
- KMSK Deinze (voorlaatste plaats)
- UR Namur (laatste plaats)
- R. Olympic Club de Charleroi-Marchienne (verlies eindronde)
- R. Excelsior Virton (verlies eindronde)
- KFC Vigor Wuitens Hamme (verlies eindronde)

## Ploegen
Deze ploegen spelen in het seizoen 2008/2009 in Tweede Klasse.
| Club                                    | Plaats              | Trainer                 | Vorige trainers seizoen 2008-2009 |    |
| --------------------------------------- | ------------------- | ----------------------- | --------------------------------- | -- |
| Sint-Truidense VV                       | Sint-Truiden        | Guido Brepoels          |                                   | 1  |
| FC Brussels                             | Sint-Jans-Molenbeek | Patrick Wachel          | Marc Grosjean                     | 2  |
| Oud-Heverlee Leuven                     | Leuven              | Jean-Pierre Vande Velde | Rudi Cossey Marc Wuyts            | 3  |
| KVSK United Overpelt-Lommel             | Lommel              | Franky Van der Elst     | Danny David                       | 4  |
| Antwerp FC                              | Antwerpen           | Ratko Svilar            |                                   | 5  |
| RE Virton                               | Virton              | Sébastien Grandjean     |                                   | 6  |
| Lierse SK                               | Lier                | Herman Helleputte       |                                   | 7  |
| VW Hamme                                | Hamme               | Bart Mauroo             | Peter Van Wambeke                 | 8  |
| KSK Beveren                             | Beveren             | Alex Czerniatynski      |                                   | 9  |
| KVK Tienen                              | Tienen              | Daniël Nassen           |                                   | 10 |
| R. Olympic Club de Charleroi-Marchienne | Charleroi           | Yves Soudan             | Danny Ost                         | 11 |
| RFC Tournai                             | Doornik             | Gerrit Laverge          |                                   | 12 |
| KAS Eupen                               | Eupen               | Frank Neumann           | Nico Claesen                      | 13 |
| Red Star Waasland                       | Sint-Niklaas        | Bart De Roover          |                                   | 14 |
| KMSK Deinze                             | Deinze              | René Verheyen           |                                   | 15 |
| KV Oostende                             | Oostende            | Thierry Pister          | Jean-Pierre Vande Velde           | 16 |
| UR Namur                                | Namen               | Georges Heylens         | René Hidalgo                      | 17 |
| KSK Ronse                               | Ronse               | Bart Van Renterghem     |                                   | 18 |
| RFC de Liège                            | Luik                | Raphaël Quaranta        |                                   | 19 |

| 5 16 12 14 4 3 8 13 10 11 9 15 6 7 17 1 2 18 19 Geografische verspreiding clubs |

## Titelstrijd
K. Lierse SK en K. Sint-Truidense VV, dat net was gedegradeerd, streden het hele seizoen mee bovenin. Naar het einde toe kon Sint-Truiden een ruime voorsprong opbouwen, en op de voorlaatste speeldag verzekerde de ploeg zich na een 1-0 zege tegen FC Brussels van de titel.

## Eindstand
|    |    |                                         | P  | W  | G  | V  | +  | -  | DS  | Ptn |
| -- | -- | --------------------------------------- | -- | -- | -- | -- | -- | -- | --- | --- |
| K  | 1  | K. Sint-Truidense VV                    | 36 | 24 | 8  | 4  | 72 | 29 | 43  | 80  |
| EP | 2  | K. Lierse SK                            | 36 | 22 | 9  | 5  | 75 | 40 | 35  | 75  |
| EP | 3  | R. Antwerp FC                           | 36 | 17 | 10 | 9  | 55 | 32 | 23  | 61  |
| EP | 4  | KV Red Star Waasland                    | 36 | 16 | 7  | 13 | 56 | 48 | 8   | 55  |
| EP | 5  | RFC Tournai                             | 36 | 14 | 12 | 10 | 53 | 41 | 12  | 54  |
|    | 6  | KVK Tienen                              | 36 | 14 | 11 | 11 | 58 | 49 | 9   | 53  |
|    | 7  | KV Oostende                             | 36 | 13 | 14 | 9  | 54 | 51 | 3   | 53  |
|    | 8  | KSK Ronse                               | 36 | 15 | 7  | 14 | 54 | 52 | 2   | 52  |
|    | 9  | KVSK United Overpelt-Lommel             | 36 | 14 | 9  | 13 | 48 | 38 | 10  | 51  |
|    | 10 | FC Brussels                             | 36 | 12 | 13 | 11 | 50 | 37 | 13  | 49  |
|    | 11 | RFC Liège                               | 36 | 11 | 15 | 10 | 49 | 48 | 1   | 48  |
|    | 12 | Oud-Heverlee Leuven                     | 36 | 10 | 10 | 16 | 46 | 48 | -2  | 46  |
|    | 13 | KSK Beveren                             | 36 | 11 | 12 | 13 | 47 | 57 | -10 | 45  |
|    | 14 | KAS Eupen                               | 36 | 12 | 7  | 17 | 47 | 63 | -16 | 43  |
| ED | 15 | R. Olympic Club de Charleroi-Marchienne | 36 | 10 | 9  | 17 | 48 | 65 | -17 | 39  |
| ED | 16 | R. Excelsior Virton                     | 36 | 9  | 12 | 15 | 46 | 58 | -12 | 39  |
| ED | 17 | KFC Vigor Wuitens Hamme                 | 36 | 9  | 9  | 18 | 48 | 64 | -16 | 36  |
| D  | 18 | KMSK Deinze                             | 36 | 7  | 15 | 14 | 46 | 65 | -19 | 36  |
| D  | 19 | UR Namur                                | 36 | 2  | 7  | 27 | 22 | 89 | -67 | 13  |

P: wedstrijden gespeeld, W: wedstrijden gewonnen, G: gelijke spelen, V: wedstrijden verloren, +: gescoorde doelpunten, -: doelpunten tegen, DS: doelsaldo, Ptn: totaal punten
 K: kampioen en promotie, EP: eindronde voor promotie, ED: eindronde voor degradatie D: degradatie

## Eindronde voor promotie
Waar vorig seizoen de eindrondewinnaar direct mocht promoveren, wordt dit seizoen eerst een kwalificatieronde gespeeld. De twee winnaars treden vervolgens aan in een eindronde met de nummers 15 en 16 uit Eerste Klasse, FCV Dender EH en KSV Roeselare.
| Datum      | Uur   | Wedstrijd                     | Uitslag |
| ---------- | ----- | ----------------------------- | ------- |
| 09/05/2009 | 20:00 | Red Star Waasland - Lierse SK | 1-1     |
| 09/05/2009 | 20:00 | RFC Tournai - Antwerp FC      | 0-0     |
| 16/05/2009 | 20:00 | Lierse SK - Red Star Waasland | 3-2     |
| 16/05/2009 | 20:00 | Antwerp FC - RFC Tournai      | 2-0     |

Op de voorlaatste speeldag van de eindronde verzekerde eersteklasser KSV Roeselare zich van de winst.
|   |   |               | P | W | G | V | +  | -  | DS | Ptn |
| - | - | ------------- | - | - | - | - | -- | -- | -- | --- |
| P | 1 | KSV Roeselare | 6 | 4 | 1 | 1 | 13 | 7  | 6  | 13  |
|   | 2 | FCV Dender EH | 6 | 2 | 2 | 2 | 8  | 7  | 1  | 8   |
|   | 3 | K. Lierse SK  | 6 | 1 | 3 | 2 | 5  | 7  | -2 | 6   |
|   | 4 | R. Antwerp FC | 6 | 1 | 2 | 3 | 6  | 11 | -5 | 5   |

| Datum      | Uur   | Wedstrijd                     | Uitslag |
| ---------- | ----- | ----------------------------- | ------- |
| 24/05/2009 | 16:00 | FCV Dender EH - Lierse SK     | 1-1     |
| 24/05/2009 | 16:00 | Antwerp FC - KSV Roeselare    | 1-3     |
| 28/05/2009 | 20:30 | Lierse SK - Antwerp FC        | 0-0     |
| 28/05/2009 | 20:30 | KSV Roeselare - FCV Dender EH | 0-0     |
| 31/05/2009 | 16:00 | KSV Roeselare - Lierse SK     | 1-0     |
| 31/05/2009 | 16:00 | Antwerp FC - FCV Dender EH    | 0-2     |
| 04/06/2009 | 20:30 | Lierse SK - KSV Roeselare     | 1-3     |
| 04/06/2009 | 20:30 | FCV Dender EH - Antwerp FC    | 1-2     |
| 07/06/2009 | 16:00 | Lierse SK - FCV Dender EH     | 2-1     |
| 07/06/2009 | 16:00 | KSV Roeselare - Antwerp FC    | 4-2     |
| 11/06/2009 | 20:30 | FCV Dender EH - KSV Roeselare | 3-2     |
| 11/06/2009 | 20:30 | Antwerp FC - Lierse SK        | 1-1     |

## Degradatie-eindronde
Normaal speelde enkel het nummer 16 de eindronde voor behoud, maar als tijdelijke overgangsmaatregel werd dit gespeeld door de teams die eindigden op plaatsen 15, 16 en 17: R. Olympic Club de Charleroi-Marchienne, R. Excelsior Virton en KFC Vigor Wuitens Hamme. Deze drie teams speelden een eindronde met een aantal derdeklassers en ging daar van start in de tweede ronde van die eindronde.

## Topscorers
| Scorer                | Goals | Team              | Land              |
| --------------------- | ----- | ----------------- | ----------------- |
| Hervé Ndjana Onana    | 26    | Red Star Waasland | Kameroen          |
| Jurgen Cavens         | 22    | Lierse SK         | België            |
| Ibrahim Sidibe        | 20    | Sint-Truidense VV | Senegal           |
| Emmanuel Kenmogne     | 18    | Antwerp FC        | België            |
| Jeroen Ketting        | 18    | KVSK United       | Nederland         |
| Tomasz Radzinski      | 17    | Lierse SK         | Canada            |
| Sébastien Dorizon     | 16    | RFC Tournai       | Frankrijk         |
| Moussa Koita          | 16    | RE Virton         | Frankrijk         |
| Freddy Mombongo-Dues  | 15    | KAS Eupen         | Congo-Brazzaville |
| Kevin De Broyer       | 14    | KSK Ronse         | België            |
| Jean-Sébastien Legros | 14    | RFC de Liège      | België            |
| Moussa Sanogo         | 14    | FC Brussels       | Ivoorkust         |
| Vincenzo Verhoeven    | 14    | VW Hamme          | België            |

De officiële benamingen van deze competitie luidden achtereenvolgens Bevordering (van 1909 tot 1926), Eerste Afdeling (van 1926 tot 1952), Tweede Klasse (van 1952 tot 2016). 
In 2016 werd de Tweede Klasse opgeheven en vervangen door Eerste klasse B en Eerste klasse Amateurs.
Nationaal voetbal · Regionaal voetbal · Provinciaal voetbal · KBVB · Nationaal voetbalelftal · Nationaal dameselftal
Belgisch nationaal voetbal
Eerste klasse A · Eerste klasse B · Eerste nationale · Beker van België · Belgische Supercup
Super League · Eerste klasse (vrouwen) · Tweede klasse (vrouwen) · Beker van België (vrouwen) · Belgische Supercup (vrouwen)